# Guillermo Medina de los Santos
Guillermo Medina de los Santos (1925-1992) es un político y académico mexicano, miembro del Partido Revolucionario Institucional, que ocupó cargos como diputado federal y Rector de la Universidad Autónoma de San Luis Potosí.
Guillermo Medina de los Santos es abogado egresado de la Universidad Autónoma de San Luis Potosí, donde se desempeñó como catedrático y llegó a rector a partir del 1 de mayo de 1964, siendo reelecto en el cargo el 16 de marzo de 1968 hasta el año de 1972. En 1979 inició su actividad política al ser postulado y electo diputado federal por el VI Distrito Electoral Federal de San Luis Potosí a la LI Legislatura de ese año al de 1982. 
En 1985 es postulado candidato del PRI a presidente municipal de San Luis Potosí; en aquel momento, el ayuntamiento potosino se encontraba en poder del gobierno opositor al PRI encabezado por el Dr. Salvador Nava, conocido luchador social del estado que apoyó como candidato al mismo cargo por el PAN y el PDM a Guillermo Pizzuto Zamanillo, la campaña electoral fue sumamente conflictiva y tras la elección el Congreso de San Luis Potosí declaró alcalde electo a Medina de los Santos, mientras los seguidores de Pizzuto desconocieron dicho resultado alegando se había cometido fraude electoral y denunciando el apoyo ilegal del entonces gobernador Florencio Salazar Martínez. Para impedir su toma de posesión, los partidarios de Pizzuto bloquearon el Palacio de Gobierno y el Palacio Municipal de San Luis Potosí, sin embargo, el 1 de enero de 1986 al tomar posesión, las fuerzas públicas reprimieron el bloqueo, resultando numerosos heridos y culminando con el incendio del Palacio del Ayuntamiento. Culminó su periodo en 1988.

## Muerte
Fallece el 28 de septiembre de 1992 a la edad de 66 años.